# Вестерос (комуна)
Комуна Вестерос (швед. Västerås kommun) — адміністративно-територіальна одиниця місцевого самоврядування, що розташована в лені Вестманланд у центральній Швеції.
Вестерос 103-я за величиною території комуна Швеції. Адміністративний центр комуни — місто Вестерос.

## Населення
Населення становить 140 188 чоловік (станом на вересень 2012 року). 
| Кількість населення комуни Вестерос за 1970-2010 роки | Кількість населення комуни Вестерос за 1970-2010 роки | Кількість населення комуни Вестерос за 1970-2010 роки | Кількість населення комуни Вестерос за 1970-2010 роки | Кількість населення комуни Вестерос за 1970-2010 роки |
| ----------------------------------------------------- | ----------------------------------------------------- | ----------------------------------------------------- | ----------------------------------------------------- | ----------------------------------------------------- |
| Рік                                                   |                                                       |                                                       | Населення                                             |                                                       |
| 1970                                                  | 1970                                                  |                                                       | 116 725                                               | 116 725                                               |
| 1975                                                  | 1975                                                  |                                                       | 117 911                                               | 117 911                                               |
| 1980                                                  | 1980                                                  |                                                       | 117 487                                               | 117 487                                               |
| 1985                                                  | 1985                                                  |                                                       | 117 706                                               | 117 706                                               |
| 1990                                                  | 1990                                                  |                                                       | 119 761                                               | 119 761                                               |
| 1995                                                  | 1995                                                  |                                                       | 123 728                                               | 123 728                                               |
| 2000                                                  | 2000                                                  |                                                       | 126 328                                               | 126 328                                               |
| 2005                                                  | 2005                                                  |                                                       | 131 934                                               | 131 934                                               |
| 2010                                                  | 2010                                                  |                                                       | 137 207                                               | 137 207                                               |
| Джерело: SCB                                          |                                                       |                                                       |                                                       |                                                       |

## Населені пункти
Комуні підпорядковано 14 міських поселень (tätort) та низка сільських, більші з яких:
- Вестерос (Västerås)
- Скультуна (Skultuna)
- Гекосен (Hökåsen)
- Ірста (Irsta)
- Квіксунд (Kvicksund)
- Дінгтуна (Dingtuna)

## Міста побратими
Комуна підтримує побратимські контакти з такими муніципалітетами:
- Комуна Олесунн, Норвегія
- Лахті, Фінляндія
- Раннерс, Данія
- Акурейрі, Ісландія
- Баня-Лука, Боснія і Герцеговина
- Чеське Будейовіце, Чехія
- Кассель, Німеччина

## Галерея

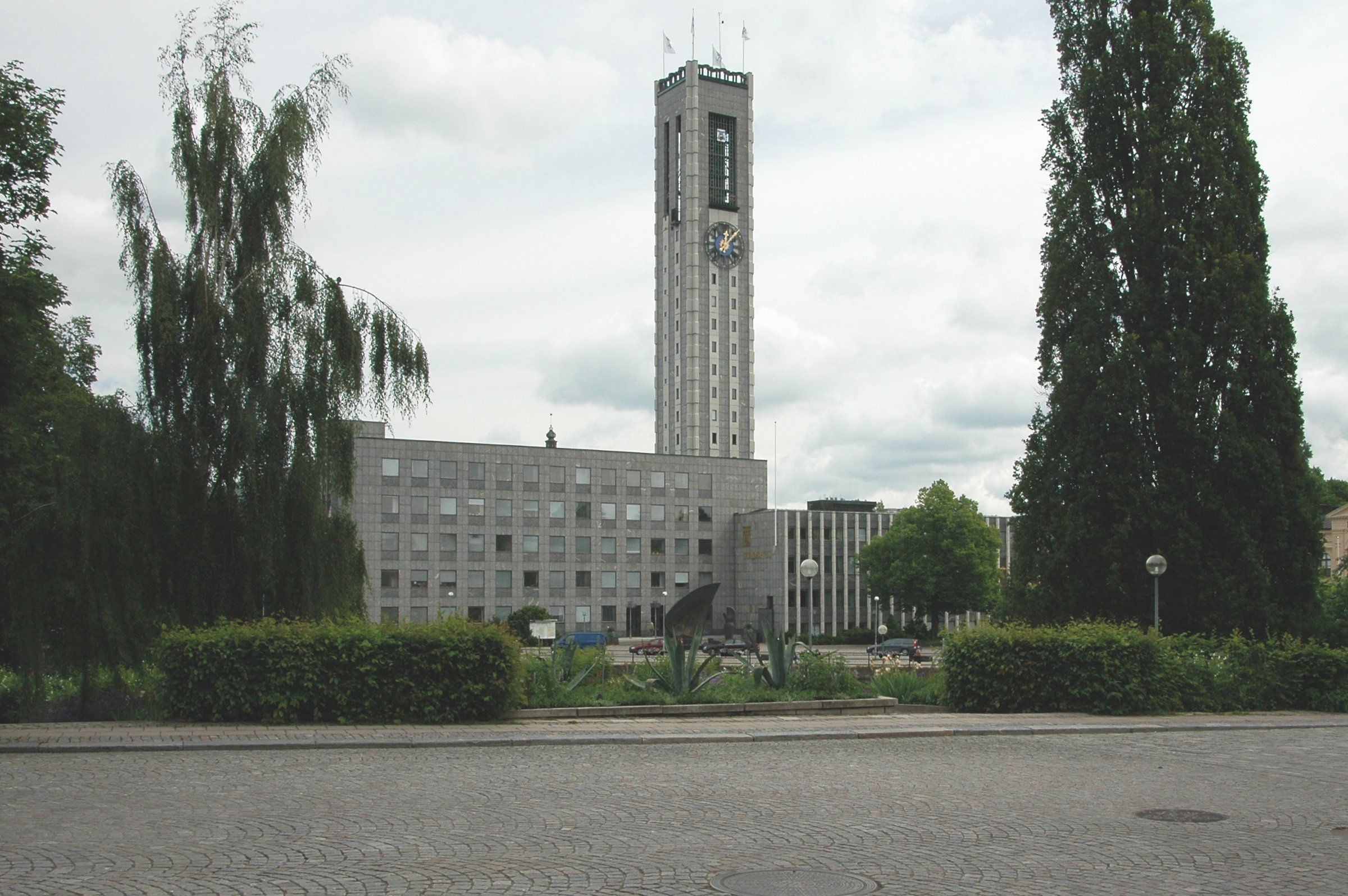
Управа комуни (Вестерос)
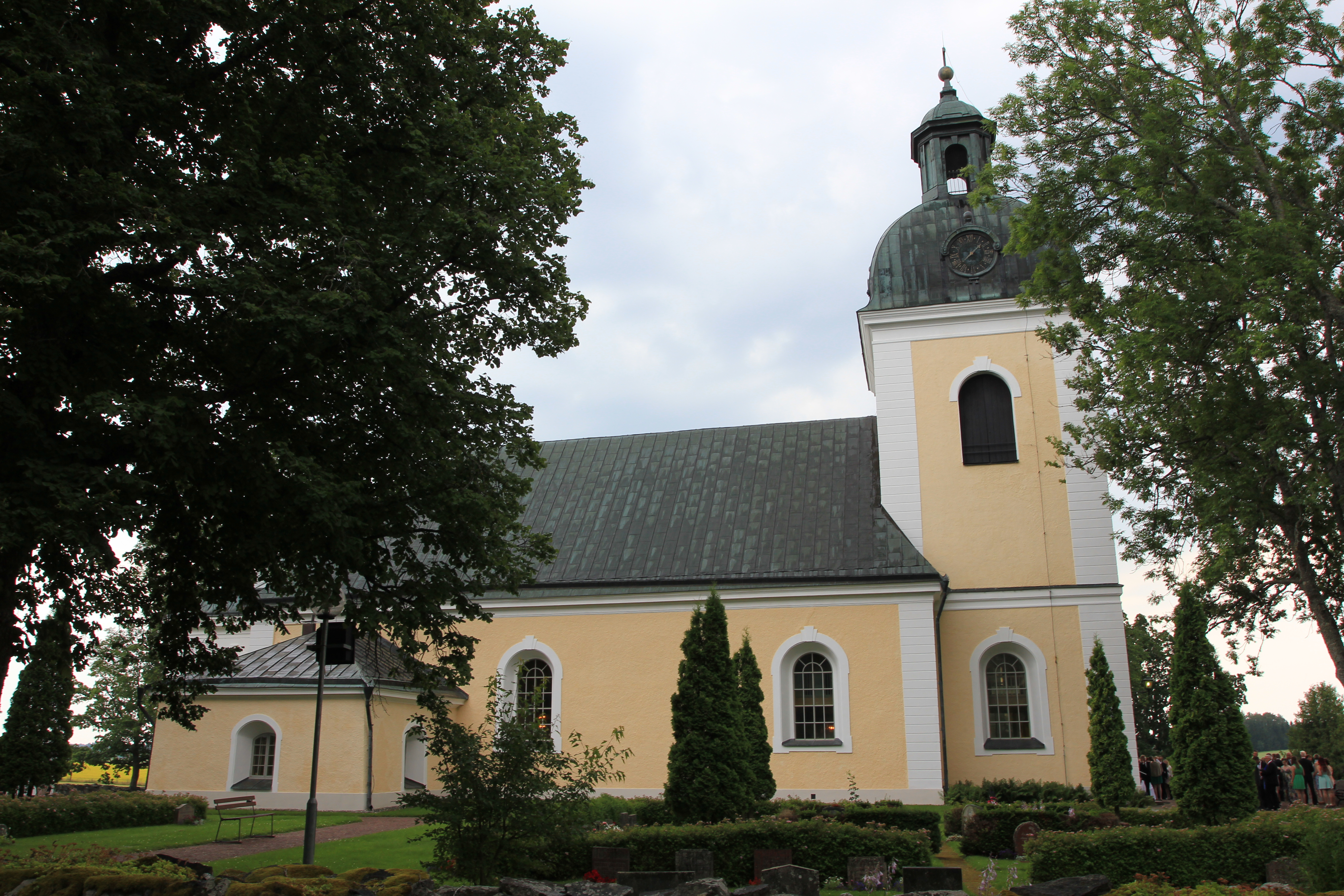
Церква (Скультуна)
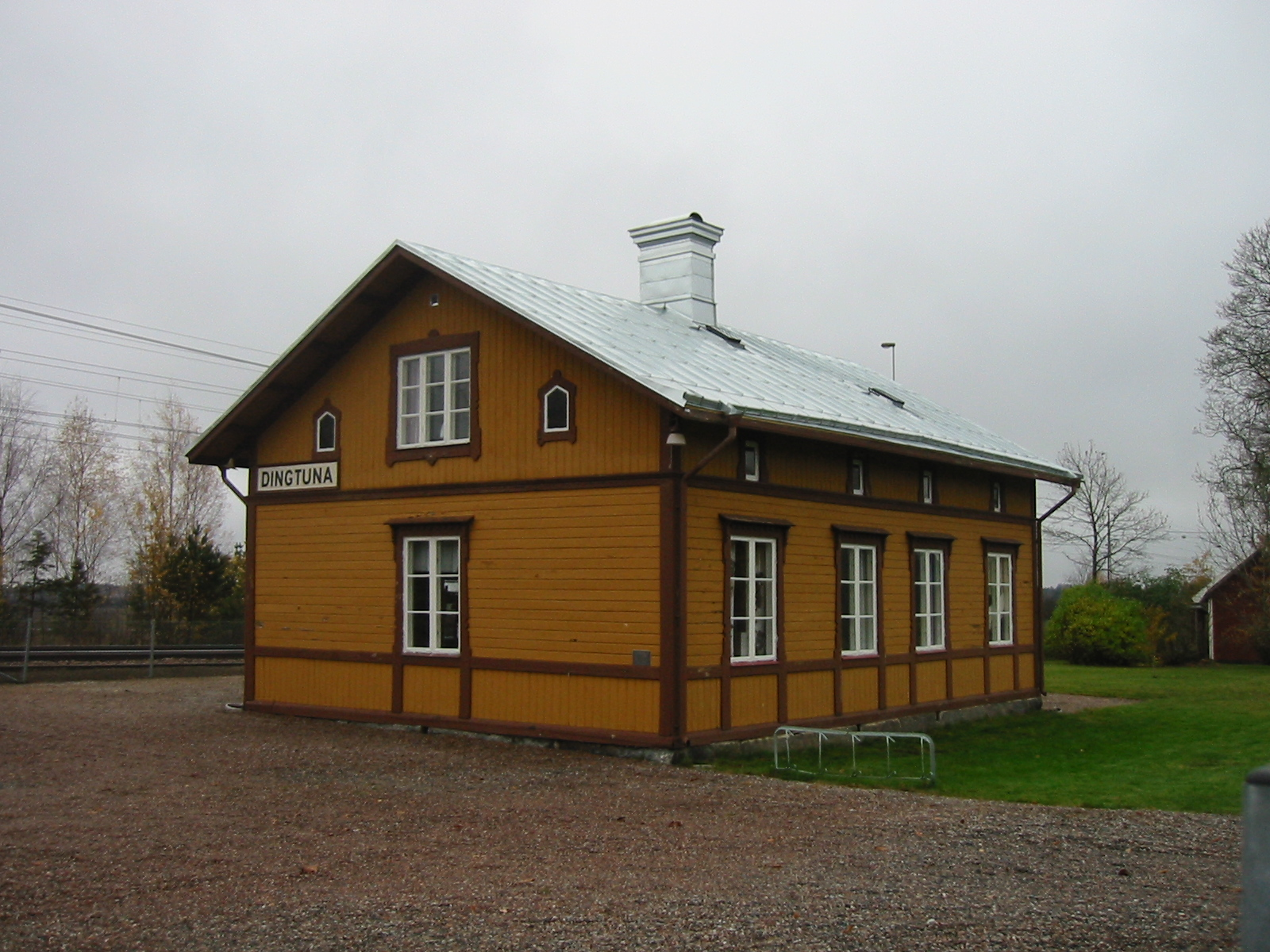
Залізнична станція Дінгтуна
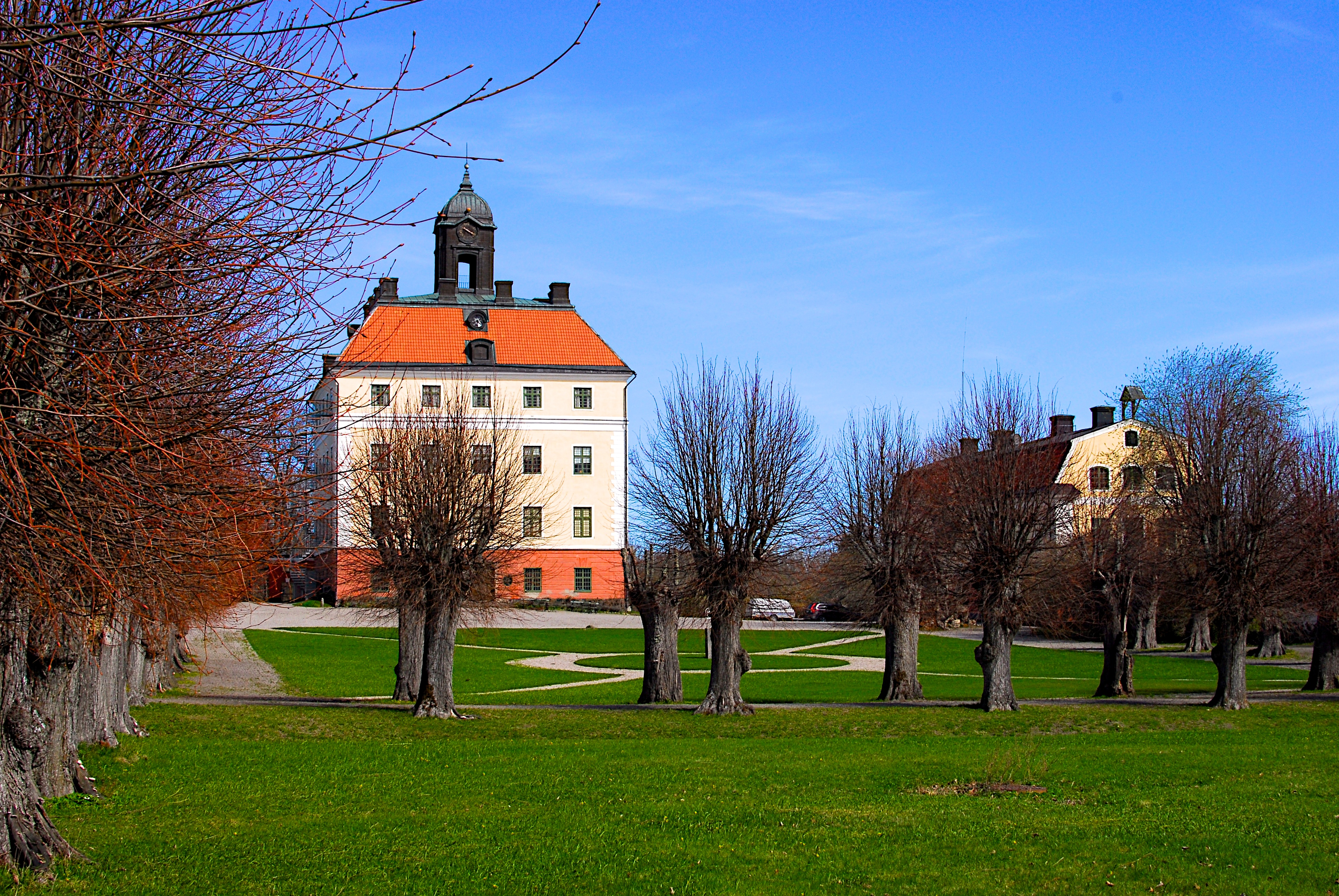
Замок у Енгсе